# Edinburgh-Marathon
Der Edinburgh-Marathon ist ein Marathon in Edinburgh, der seit 2003 jeweils Ende Mai bzw. Anfang Juni veranstaltet wird. Er ist der größte in Schottland und nach dem London-Marathon der zweitgrößte im Vereinigten Königreich.
Das Teilnahmeverfahren umfasst eine Startnummernlotterie, außerdem gibt es, mit unterschiedlichen Meldeterminen, garantierte Startplätze für frühere Teilnehmer der Veranstaltung, für Spender an eins der vom Edinburgh-Marathon unterstützten gemeinnützigen Projekte, für Mitglieder schottischer Laufvereine, für Läufer, die eine nach Alter gestaffelte Qualifikationsnorm erfüllen, und für ausländische Starter, die über einen lizenzierten Reiseveranstalter buchen oder direkt über die Website des Veranstalters.
Neben dem Einzelwettbewerb findet eine Marathonstaffel für Vierer-Teams statt.
Im Rahmen des Edinburgh Marathon Festivals gibt es am gleichen Tag sowie am Vortag noch weitere Laufwettbewerbe: u. a. Halbmarathon, 10 Kilometer-Lauf, 5 Kilometer-Lauf, diverse Kinderläufe über kürzere Distanzen.
Die 2007 eingeführte Strecke ist ein Punkt-zu-Punkt-Kurs mit einem Netto-Gefälle von ca. 70 Höhenmetern. Der Start ist in der London und Regent Road. Von dort geht es durch den Holyrood Park an Arthur’s Seat vorbei hinunter nach Portobello, wo nach vier Meilen der Firth of Forth erreicht wird. Dessen Ufer folgt man in östlicher Richtung über Musselburgh, Prestonpans und Cockenzie and Port Seton nach Longniddry, wendet dort am Gosford House und läuft die letzten neun Meilen in entgegengesetzter Richtung bis zum Ziel an der Pferderennbahn von Musselburgh.
Aufgrund der COVID-19-Pandemie fand die Veranstaltung 2020 und 2021 nicht statt, sondern erst wieder am 28./29. Mai 2022. Die Strecke von Marathon und Halbmarathon wurde leicht modifiziert mit Start in der Holywood Park Road und einem Stück über die Royal Mile.

## Statistik

### Streckenrekorde
- Männer: 2:13:33, Joel Kiptoo (KEN), 2013
- Frauen: 2:33:36, Sinaida Semjonowa (RUS), 2005

### Siegerliste
| Datum         | Männer                      | Zeit (Std.) | Frauen                    | Zeit (Std.) |
| ------------- | --------------------------- | ----------- | ------------------------- | ----------- |
| 29. Mai 2016  | Boaz Kiprono (KEN)          | 2:19:53     | Eddah Jepkosgei (KEN)     | 2:39:52     |
| 31. Mai 2015  | Peter Wanjiru (KEN)         | 2:19:36     | Joan Kigen (KEN)          | 2:39:42     |
| 25. Mai 2014  | David Toniok (KEN)          | 2:15:33     | Kateryna Stetsenko (UKR)  | 2:36:07     |
| 26. Mai 2013  | Tola Lema (ETH)             | 2:15:32     | Risper Kimaiyo (KEN)      | 2:35:58     |
| 27. Mai 2012  | John Mutai (KEN)            | 2:19:52     | Natalia Lehonkova (UKR)   | 2:39:48     |
| 22. Mai 2011  | Phil Nicholls (GBR)         | 2:19:21     | Sarah Harris (GBR)        | 2:42:59     |
| 23. Mai 2010  | Steve Littler (GBR)         | 2:26:30     | Sarah Gee (GBR)           | 2:38:14     |
| 31. Mai 2009  | Martin Williams (GBR)       | 2:18:24     | Holly Rush (GBR)          | 2:41:38     |
| 25. Mai 2008  | Paul McNamara (GBR)         | 2:25:05     | Pauline Powell (GBR)      | 2:47:56     |
| 27. Mai 2007  | Ian Grime (GBR)             | 2:31:57     | Fiona Matheson (GBR)      | 2:54:43     |
| 11. Juni 2006 | Joseph Mutunga Mbithi (KEN) | 2:15:46     | Angela Howe (GBR)         | 2:51:41     |
| 12. Juni 2005 | Zachary Kihara (KEN)        | 2:15:26     | Sinaida Semjonowa (RUS)   | 2:33:36     |
| 13. Juni 2004 | John Mutai (KEN)            | 2:21:45     | Walentyna Poltawska (UKR) | 2:47:24     |
| 15. Juni 2003 | Frank McGowan (GBR)         | 2:35:21     | Michaela McCallum (GBR)   | 2:48:06     |

## Entwicklung der Finisherzahlen
Anzahl der Läufer im Ziel
| Datum | Männer | Frauen | Gesamtzahl |
| ----- | ------ | ------ | ---------- |
| 2003  | 2028   | 754    | 2782       |
| 2004  | 2114   | 738    | 2853       |
| 2005  | 3227   | 1192   | 4419       |
| 2006  | 2926   | 1170   | 4096       |
| 2007  | 2538   | 1031   | 3587       |